# Stigmatodactylus croftianus
Stigmatodactylus croftianus là một loài thực vật có hoa trong họ Lan. Loài này được (Kores) Kores miêu tả khoa học đầu tiên năm 1992.